# Thomasomys rhoadsi
Thomasomys rhoadsi es una especie de roedor de la familia Cricetidae.

## Distribución geográfica
Se encuentra sólo en Ecuador. 